# Madasanal, Bijapur
Madasanal là một làng thuộc tehsil Bijapur, huyện Bijapur, bang Karnataka, Ấn Độ.